# كاتسوهيكو سانو
كاتسوهيكو سانو (باليابانية: 佐野 克彦) (30 أبريل 1988 في يايزو في اليابان – )؛ هو لاعب كرة قدم كان يلعب كمدافع.

## وصلات خارجية
- كاتسوهيكو سانو على موقع قاعدة بيانات كرة القدم.إي يو (الإنجليزية)
- كاتسوهيكو سانو على موقع Soccerway.com (الإنجليزية)
- كاتسوهيكو سانو على موقع عالم كرة القدم.نت (الإنجليزية)